# RIPEMD-320
RIPEMD-320 — криптографическая хеш-функция, разработанная Хансом Доббертином, Антоном Боселаерсом и Бартом Принилом в 1996 году.
Размер хэша — 320 бит.
Размер блока входных данных — 512 бит.
Уязвимостей на текущий момент[когда?] не обнаружено.
RIPEMD-320 является развитием RIPEMD-160, и предназначена для приложений, которые требуют более длинного хэша и не нуждаются в большей безопасности, чем приложения уровня RIPEMD-160.

## Пример
RIPEMD-320("") = 22d65d5661536cdc75c1fdf5c6de7b41b9f27325ebc61e8557177d705a0ec880151c3a32a00899b8
RIPEMD-320("а") = ce78850638f92658a5a585097579926dda667a5716562cfcf6fbe77f63542f99b04705d6970dff5d

## Псевдокод для RIPEMD-320
```
 RIPEMD-320: определения
```

```
   nonlinear functions at bit level: exor, mux, -, mux, -
```

```
   f(j, x, y, z) = x XOR y XOR z                (0 <= j <= 15)
   f(j, x, y, z) = (x AND y) OR (NOT(x) AND z)  (16 <= j <= 31)
   f(j, x, y, z) = (x OR NOT(y)) XOR z          (32 <= j <= 47)
   f(j, x, y, z) = (x AND z) OR (y AND NOT(z))  (48 <= j <= 63)
   f(j, x, y, z) = x XOR (y OR NOT(z))          (64 <= j <= 79)
```

```
    константы (шестнадцатеричные)
```

```
   K(j) = 0x00000000      (0 <= j <= 15)     
   K(j) = 0x5A827999     (16 <= j <= 31)      int(2**30 x sqrt(2))
   K(j) = 0x6ED9EBA1     (32 <= j <= 47)      int(2**30 x sqrt(3))
   K(j) = 0x8F1BBCDC     (48 <= j <= 63)      int(2**30 x sqrt(5))
   K(j) = 0xA953FD4E     (64 <= j <= 79)      int(2**30 x sqrt(7))
   K'(j) = 0x50A28BE6     (0 <= j <= 15)      int(2**30 x cbrt(2))
   K'(j) = 0x5C4DD124    (16 <= j <= 31)      int(2**30 x cbrt(3))
   K'(j) = 0x6D703EF3    (32 <= j <= 47)      int(2**30 x cbrt(5))
   K'(j) = 0x7A6D76E9    (48 <= j <= 63)      int(2**30 x cbrt(7))
   K'(j) = 0x00000000    (64 <= j <= 79)
```

```
   выбор слов в сообщении
```

```
   r(j)      = j                    (0 <= j <= 15)
   r(16..31) = 7, 4, 13, 1, 10, 6, 15, 3, 12, 0, 9, 5, 2, 14, 11, 8
   r(32..47) = 3, 10, 14, 4, 9, 15, 8, 1, 2, 7, 0, 6, 13, 11, 5, 12
   r(48..63) = 1, 9, 11, 10, 0, 8, 12, 4, 13, 3, 7, 15, 14, 5, 6, 2
   r(64..79) = 4, 0, 5, 9, 7, 12, 2, 10, 14, 1, 3, 8, 11, 6, 15, 13
   r'(0..15) = 5, 14, 7, 0, 9, 2, 11, 4, 13, 6, 15, 8, 1, 10, 3, 12
   r'(16..31)= 6, 11, 3, 7, 0, 13, 5, 10, 14, 15, 8, 12, 4, 9, 1, 2
   r'(32..47)= 15, 5, 1, 3, 7, 14, 6, 9, 11, 8, 12, 2, 10, 0, 4, 13
   r'(48..63)= 8, 6, 4, 1, 3, 11, 15, 0, 5, 12, 2, 13, 9, 7, 10, 14
   r'(64..79)= 12, 15, 10, 4, 1, 5, 8, 7, 6, 2, 13, 14, 0, 3, 9, 11
```

```
   сумма для левого поворота
```

```
   s(0..15)  = 11, 14, 15, 12, 5, 8, 7, 9, 11, 13, 14, 15, 6, 7, 9, 8
   s(16..31) = 7, 6, 8, 13, 11, 9, 7, 15, 7, 12, 15, 9, 11, 7, 13, 12
   s(32..47) = 11, 13, 6, 7, 14, 9, 13, 15, 14, 8, 13, 6, 5, 12, 7, 5
   s(48..63) = 11, 12, 14, 15, 14, 15, 9, 8, 9, 14, 5, 6, 8, 6, 5, 12
   s(64..79) = 9, 15, 5, 11, 6, 8, 13, 12, 5, 12, 13, 14, 11, 8, 5, 6
   s'(0..15) = 8, 9, 9, 11, 13, 15, 15, 5, 7, 7, 8, 11, 14, 14, 12, 6
   s'(16..31)= 9, 13, 15, 7, 12, 8, 9, 11, 7, 7, 12, 7, 6, 15, 13, 11
   s'(32..47)= 9, 7, 15, 11, 8, 6, 6, 14, 12, 13, 5, 14, 13, 13, 7, 5
   s'(48..63)= 15, 5, 8, 11, 14, 14, 6, 14, 6, 9, 12, 9, 12, 5, 15, 8
   s'(64..79)= 8, 5, 12, 9, 12, 5, 14, 6, 8, 13, 6, 5, 15, 13, 11, 11
```

```
   первоначалыные значения (шестнадцатиричные)
```

```
   h0 = 0x67452301; h1 = 0xEFCDAB89; h2 = 0x98BADCFE; h3 = 0x10325476; h4 = 0xC3D2E1F0;
   h5 = 0x76543210; h6 = 0xFEDCBA98; h7 = 0x89ABCDEF; h8 = 0x01234567; h9 = 0x3C2D1E0F;
```

```
 RIPEMD-320: псевдокод
```

```
   for i := 0 to t-1 {
       A := h0; B := h1; C := h2; D = h3; E = h4;
       A' := h5; B' := h6; C' := h7; D' = h8; E' = h9;
       for j := 0 to 79 {
           T := rol_s(j)(A [+] f(j, B, C, D) [+] X[i][r(j)] [+] K(j)) [+] E;
           A := E; E := D; D := rol_10(C); C := B; B := T;
           T := rol_s'(j)(A' [+] f(79-j, B', C', D') [+] X[i][r'(j)] [+] K'(j)) [+] E';
           A' := E'; E' := D'; D' := rol_10(C'); C' := B'; B' := T;
           if j == 15 {
               T := B; B := B'; B' := T;
           } else if j == 31 {
               T := D; D := D'; D' := T;
           } else if j == 47 {
               T := A; A := A'; A' := T;
           } else if j == 63 {
               T := C; C := C'; C' := T;
           } else if j == 79 {
               T := E; E := E'; E' := T;
           }
       }
       h0 := h0 + A; h1 := h1 + B; h2 := h2 + C; h3 := h3 + D; h4 := h4 + E;
       h5 := h5 + A'; h6 := h6 + B'; h7 := h7 + C'; h8 := h8 + D'; h9 := h9 + E';
   }
```